# ケレク語
ケレク語（ケレクご、Kerek）は、チュクチ・カムチャツカ語族チュクチ語派の絶滅した言語である。歴史言語学者はこの言語をコリヤーク語と近縁と位置付けている。下位方言として、ハティル方言（хатырский диалект, khatyr dialect）とメイノピルギン方言（мейныпильгынский диалект, maino-pilgin dialect）の二つが記録されている。
1991年の時点で3人の話者（ハティル方言：Иван Увагыргын (Ivan Uvagirgin)、メイヌピルギン方言：Николай Етынкэу (Nikolaj Etynkeu)、Екатерина Хаткана (Ekaterina Khatkana)）、1997年には2人の話者しか生存しておらず、2005年にはEkaterina Khatkanaの死により絶滅に至った。2010年の国勢調査ではケレク語を知ると主張する人は10人いるが 、非母語話者であり部分的にしか話せず、民族から受け継いだ母語としての話者を主張する者はいない。20世紀の間、多くのケレク人が、当地域の多数派民族の言語であるチュクチ語に言語交替を起こし、さらに現在ではほとんどのチュクチ人とケレク人はロシア語を話す。

## 音韻

### 母音
ケレク語には5つの母音音素が存在する。他のチュクチ・カムチャッカ諸語に存在する/e/を持たない。
|          | 前舌母音 | 中央母音 | 後舌母音 |
| -------- | -------- | -------- | -------- |
| 狭母音   | i        |          | u        |
| 中央母音 |          | ə        | o        |
| 広母音   |          | a        |          |

母音は長く発音されることもある。

### 子音
ケレク語には13の子音音素がある。
|        | 両唇音 | 歯茎音 | 硬口蓋音 | 軟口蓋音 | 口蓋垂音 | 咽頭音 | 声門音 |
| ------ | ------ | ------ | -------- | -------- | -------- | ------ | ------ |
| 破裂音 | p      | t      |          | k        | q        |        | ʔ      |
| 摩擦音 |        |        |          |          |          | ħ      |        |
| 破擦音 |        |        | t͡ʃ       |          |          |        |        |
| 鼻音   | m      | n      |          | ŋ        |          |        |        |
| 側面音 |        | l      |          |          |          |        |        |
| 半母音 | w      |        |          |          |          |        |        |

子音は長く発音されることもあり、[l]は母音間で軟口蓋化される。[t͡ʃ]は話者によって[s]と発音されることもある。

## 形態論
ケレク語は、他のチュクチ語派の言語と同様の形態的特徴を備える。語形の中で語幹の位置は固定されておらず、接辞法が優勢である。接辞の形態素には接尾辞、接頭辞、接周辞があり、複合語形成や語の抱合が発達している。また、分析的構造や名詞語幹の重複も見られる。